# Canals (ort i Argentina)
Canals är en ort i Argentina.   Den ligger i provinsen Córdoba, i den centrala delen av landet, 400 km väster om huvudstaden Buenos Aires. Canals ligger 127 meter över havet och antalet invånare är 8 343.
Terrängen runt Canals är mycket platt. Runt Canals är det glesbefolkat, med 9 invånare per kvadratkilometer..
Trakten runt Canals består till största delen av jordbruksmark.